# Sparganothina ternaria
Espèce
Sparganothina ternaria est une espèce de papillons de nuit de la famille des Tortricidae.

## Répartition et habitat
Sparganothina ternaria est décrite du Sinaloa, au Mexique.

## Systématique
Le nom valide complet (avec auteur) de ce taxon est Sparganothina ternaria Landry, 2001.